# John Kramer
John Kramer (Ringsted, 17 novembre 1934 – 13 luglio 1994) è stato un calciatore danese, di ruolo centrocampista.